# Италијански бојни брод Ређина Маргерита
Ређина Маргерита (Regina Margherita) је био италијански бојни брод класе Ређина Маргерита класификован као преддреднот. Поринут је у Ла Специји 1901. године.
Дана 11. децембра 1916. брод је наишао на двије мине које је положила немачка подморница УЦ14 код Валоне. Погинуло је 674 морнара. Италијани су скривали тај губитак око месец дана.